# فهرست فیلم‌های سینمای هند ۲۰۲۲
فهرست فیلم‌های سینمای هند ۲۰۲۲ (انگلیسی: List of Hindi films of 2022)، فهرست فیلم‌های هندی است که در سال ۲۰۲۲ به نمایش درآمد.

## درآمد حاصل از گیشه فروش
پرفروش‌ترین فیلم‌های سینمای هند در سال ۲۰۲۲ برحسب درآمد گیشه فروش در جهان طبق جدول زیر است.
| # | به فیلم‌های چند زبانه اشاره دارد و رقم مجموع فروش ناخالص، مجموع فروش جهانی نسخه‌های فیلم که به زبان دیگر به صورت همزمان فیلمبرداری شده‌اند را در بر می‌گیرد. |

| رتبه | نام فیلم                   | شرکت تولیدکننده                                                              | توزیع کننده                                           | فروش جهانی                                | مرجع.          |
| ---- | -------------------------- | ---------------------------------------------------------------------------- | ----------------------------------------------------- | ----------------------------------------- | -------------- |
| ۱    | برهماسترا: قسمت اول – شیوا | - دارما پروداکشنز - استار استودیوز - پرایم فوکوس - استارلایت پیکچرز          | استودیو سینمایی والت دیزنی                            | ۴۳۵ کرور روپیه (۵۴ میلیون دلار آمریکا)    | [ ۱ ]          |
| ۲    | ظاهر فریبنده ۲             | - پانوراما استودیوز - وایاکام۱۸ استودیوز - تی-سریز فیلمز                     | - پانوراما استودیوز - یاش راج فیلمز                   | ۳۴۵٫۰۵ کرور روپیه (۴۳ میلیون دلار آمریکا) | [ ۲ ] [ ۳ ]    |
| ۳    | پرونده‌های کشمیر            | - زی استودیوز - آبیشک آگاروال آرتس                                           | زی استودیوز                                           | ۳۴۰٫۹۲ کرور روپیه (۴۳ میلیون دلار آمریکا) | [ ۴ ] [ ۳ ]    |
| ۴    | هزار تو ۲                  | - تی-سریز فیلمز - سین۱ استودیوز                                              | ای‌ای فیلمز                                            | ۲۶۶٫۸۸ کرور روپیه (۳۳ میلیون دلار آمریکا) | [ ۵ ] [ ۳ ]    |
| ۵    | گانگوبای کاتیاوادی         | - بانسالی پروداکشنز (Bhansali Productions) - پن استودیوز                     | پن مارودار انترتینمنت                                 | ۲۰۹٫۷۷ کرور روپیه (۲۶ میلیون دلار آمریکا) | [ ۶ ] [ ۳ ]    |
| ۶    | راده شیام                  | - یووی کریشنز - تی-سریز فیلمز                                                | - ای‌ای فیلمز - رد جاینت موویز - ایلو منیشن            | ۲۰۰–۲۱۴ کرور روپیه                        | [ الف ] [ ۱۲ ] |
| ۷    | شاد زندگی کن               | - دارما پروداکشنز - وایاکام۱۸ استودیوز                                       | وایاکام۱۸ استودیوز                                    | ۱۳۶٫۱۳ کرور روپیه (۱۷ میلیون دلار آمریکا) | [ ۱۳ ] [ ۳ ]   |
| ۸    | ویکرام ودها                | - تی-سریز فیلمز - ریلاینس انترتینمنت - ایگرگ‌ان‌اُ‌تی استودیوز - فرابدی فیلم‌ورکس | - پی‌وی‌آر پیکچرز - پن استودیوز - هوم اسکرین انترتینمنت | ۱۳۵٫۰۳ کرور روپیه (۱۷ میلیون دلار آمریکا) | [ ۱۴ ] [ ۳ ]   |
| ۹    | لال سینگ چادا              | - عامر خان پروداکشنز - وایاکام۱۸ استودیوز                                    | پارامونت پیکچرز                                       | ۱۲۹٫۶۴ کرور روپیه (۱۶ میلیون دلار آمریکا) | [ ۱۵ ] [ ۳ ]   |
| ۱۰   | رام سیتو                   | - آمازون استودیوز - کیپ آو گود فیلمز (Cape of Good Films)                    | زی استودیوز                                           | ۹۲٫۹۴ کرور روپیه (۱۲ میلیون دلار آمریکا)  | [ ۱۶ ] [ ۳ ]   |

## ژانویه-مارس
| شروع   | شروع | نام فیلم                             | کارگردان            | بازیگران                                                                                             | استودیو (شرکت فیلم‌سازی)                                               | مرجع.  |
| ------ | ---- | ------------------------------------ | ------------------- | --- | --------------------------------------------------------------------- | ------ |
| ژانویه | ۲۱   | ۳۶ خانه کشاورزی                      | رام رامش شرما       | ویجای راز سنجای میشرا امول پراشار برخا سینگ آشوینی کالسکار                                           | موکتا آرتس، زی‌۵                                                       | [ ۱۷ ] |
| ژانویه | ۲۶   | درود بر هند (Hai Tujhe Salaam India) | آوانیش کومار        | آریا بابار (Ajaz Khan) اجاز خان اسمیتا گاندکار (Smita Gondkar) کنوال‌پریت سینگ سلم بات (Salamn Bhatt) | ردوود پروداکشنز                                                       | [ ۱۸ ] |
| فوریه  | ۴    | لوپ لوپتا                            | آکاش باتیا          | تاپسی پانو طاهر راج باسین                                                                            | سونی پیکچرز نتورکس، الیپسیس انترتینمنت، نتفلیکس                       | [ ۱۹ ] |
| فوریه  | ۱۱   | اعماق                                | شاکون باترا         | دیپیکا پادوکونه سیدهانت چاتورودی آنانیا پاندی دایریا کاروا (Dhairya Karwa)                           | وایاکام۱۸ استودیوز, دارما پروداکشنز, جوسکا فیلمز, آمازون پرایم ویدئو, | [ ۲۰ ] |
| فوریه  | ۱۱   | تبریک گفتن                           | هارشاوردان کولکارنی | راجکومار رائو بومی پدنکار                                                                            | جنگلی پیکچرز                                                          | [ ۲۱ ] |
| فوریه  | ۱۷   | یک پنجشنبه                           | بهزاد کامباتا       | یامی گوتام نیها دوپیا آتول کولکارنی دیمپل کاپادیا                                                    | آراس‌وی‌پی موویز، بلو مانکی فیلمز، دیزنی پلاس هات‌استار                  | [ ۲۲ ] |
| فوریه  | ۲۵   | گانگوبای کاتیاوادی                   | سانجای لیلا بانسالی | آلیا بات اجی دیوگن شانتانو میشواره ویجای راز سیما پاهوا وارون کاپور                                  | پن استودیوز، بانسالی پروداکشنز                                        | [ ۲۳ ] |
| فوریه  | ۲۵   | خوابگاه عشق                          | شانکار رامان        | سانیا مالهوترا ویکرانت مسی بابی دئول                                                                 | رد چیلیز انترتینمنت، دریشیام فیلمز، زی‌۵                               | [ ۲۴ ] |
| مارس   | ۴    | جوند                                 | ناگراج مانجوله      | آمیتاب باچان آکاش توسار رینکو راجگورو                                                                | تی-سریز فیلمز، تانداو فیلمز انترتینمنت، کلود ۹ پیکچرز، آتپات فیلمز    | [ ۲۵ ] |
| مارس   | ۴    | تولسیداس کوچیکه                      | میردول              | سانجی دات راجیو کاپور وارون بادادو                                                                   | تی-سریز فیلمز، آشوتوش گواریکر پروداکشنز                               | [ ۲۶ ] |
| مارس   | ۱۱   | راده شیام                            | رادها کریشان کومار  | پرابهاس پوجا هگده                                                                                    | تی-سریز فیلمز، یووی کریشنز                                            | [ ۲۷ ] |
| مارس   | ۱۱   | پرونده‌های کشمیر                      | ویوک آگنیهوتری      | میتون چاکرابورتی انوپم کهیر دارشان کومار پالاوی جوشی چینمی ماندلکار                                  | زی استودیوز، آبیشک آگاروال آرتس، آی اَم بودا پروداکشنز                 | [ ۲۸ ] |
| مارس   | ۱۸   | باچان پاندی                          | فرهاد سامجی         | آکشی کومار کریتی سانون ژاکلین فرناندز آرشاد وارسی                                                    | نادیادوالا گرندسون انتزتینمنت                                         | [ ۲۹ ] |
| مارس   | ۱۸   | گردهمایی                             | سورش تریونی         | ویدیا بالن شفالی شاه                                                                                 | تی-سریز فیلمز، ابوندانتیا انترتینمنت، آمازون پرایم ویدئو              | [ ۳۰ ] |
| مارس   | ۳۱   | شارمجی نامکین                        | هیتش باتیا          | ریشی کاپور پارش راوال جوهی چاولا                                                                     | اکسل انترتینمنت، مک‌گافین پیکچرز، آمازون پرایم ویدئو                   | [ ۳۱ ] |

## آوریل-ژوئن
| شروع  | شروع | نام فیلم                               | کارگردان            | بازیگران                                                                                                   | استودیو (شرکت فیلم‌سازی)                                                                              | مرجع.  |
| ----- | ---- | -------------------------------------- | ------------------- | --- | --- | ------ |
| آوریل | ۱    | حمله: قسمت ۱                           | لاکشیا راج آناند    | جان آبراهام ژاکلین فرناندز راکول پریت سینگ                                                                 | پن استودیوز، جی‌ای انترتینمنت، اجی کاپور پروداکشنز                                                    | [ ۳۲ ] |
| آوریل | ۱    | پراوین تمبه کیست؟                      | جیپراد دسای         | شریاس تالپاده                                                                                              | فاکس استار استودیوز، فرایدی فیلم‌ورکس، بوتروم اسپورتس، دیزنی پلاس هات‌استار                            | [ ۳۳ ] |
| آوریل | ۲    | کبالت آبی                              | ساچین کوندالکار     | پراتیک بابار نیلای مهنداله (Neelay Mehendale) آنجالی سیوارامان نیل بوپالام آنانت وی جوشی پورنیما ایندراجیت | اپن ایر فیلمز، نتفلیکس                                                                               | [ ۳۴ ] |
| آوریل | ۷    | کلاس دهم                               | توشار جالوتا        | آبیشک باچان یامی گوتام نیمرات کائور                                                                        | مدوک فیلمز، جیو استودیوز، بیک مای کیک فیلمز، نتفلیکس، جیوسینما                                       | [ ۳۵ ] |
| آوریل | ۸    | شورش                                   | نیکیل ناگش بات      | سانی کوشال نصرت باروچا ویجی ورما                                                                           | تی-سریز فیلمز، کارما میدیا اند انترتینمنت                                                            | [ ۳۶ ] |
| آوریل | ۲۲   | پیراهن ورزشی                           | گوتام تینانوری      | شاهد کاپور مرونال تاکور پانکاج کاپور                                                                       | آلو انترتینمنت، دیل راجو پروداکشن، سیتارا انترتینمنتس، برات فیلمز                                    | [ ۳۷ ] |
| آوریل | ۲۲   | عملیات رومئو                           | شاشانت شاه          | سیدهانت گوپتا ودیکا پینتو شاراد کلکار بومیکا چاولا کیشور کادام                                             | ریلاینس انترتینمنت، فرایدی فیلم‌ورکس، پلان سی استودیوز                                                | [ ۳۸ ] |
| آوریل | ۲۹   | باند ۳۴                                | اجی دیوگن           | آمیتاب باچان اجی دیوگن راکول پریت سینگ بومان ایرانی                                                        | بومبای استنسیل، گود کارما فیلمز، White وایت فالکون فیلمز، آجای دفگن فیلمز                            | [ ۳۹ ] |
| آوریل | ۲۹   | قهرمان بازی ۲                          | احمد خان            | تایگر شروف نوازالدین صدیقی تارا سوتاریا                                                                    | نادیادوالا گرندسون انترتینمنت                                                                        | [ ۴۰ ] |
| مهٔ    | ۶    | خاک سرزمین من                          | فراز حیدر           | دیویندو شارما آنوپریا گوئنکا آنانت ویدهات انعام الحق بریجندرا کالا                                         | کارنیوال موشن پیکچرز                                                                                 | [ ۴۱ ] |
| مهٔ    | ۶    | سار                                    | راج سینگ چادوری     | آنیل کاپور هارشواردان کاپور فاطمه ثنا شیخ                                                                  | آنیل کاپور فیلم & کمیونیکیشن نت‌ورک، نتفلیکس                                                          | [ ۴۲ ] |
| مهٔ    | ۱۳   | جایشبهای جوردار                        | دیویانگ تاکار       | رانویر سینگ شالینی پاندی بومان ایرانی راتنا پاتک                                                           | یاش راج فیلمز                                                                                        | [ ۴۳ ] |
| مهٔ    | ۲۰   | هزار تو ۲                              | آنیس بازمی          | کارتیک آریان تابو کیارا ادوانی                                                                             | تی-سریز فیلمز, سین‌۱ استودیوز                                                                         | [ ۴۴ ] |
| مهٔ    | ۲۰   | جان‌سخت                                 | رضی گای (Razy Ghai) | کانگانا رانوت آرجون رامپال دیویا دوتا                                                                      | سوهام راک‌استار انترتینمنت، سهیل ماکلای پروداکشنز، اسیلوم فیلمز                                       | [ ۴۵ ] |
| مهٔ    | ۲۷   | آنک                                    | آنوبهاو سینها       | آیوشمان کورانا                                                                                             | تی-سریز فیلمز، بنارس میدیا ورکس                                                                      | [ ۴۶ ] |
| مهٔ    | ۲۷   | دیسکو دهاتی                            | مانوج شارما         | گانش اچاریا راوی کیشان مانوج جوشی راجش شارما ریمو دی سوزا                                                  | پانوراما استودیوز، قرشی پروداکشنز، وان انترتینمنت فیلم پروداکشنز، وی۲اس انترتینمنت، ای‌ای پراچی موویز | [ ۴۷ ] |
| مهٔ    | ۲۷   | همولنف                                 | سودارشان گاماره     | ریاض انور روچیرا جادهاو روهیت کوکاته نیلام کولکارنی                                                        | تیکت باری پروداکشنز، ای‌بی فیلمز انترتینمنت، ادیمان فیلمز، ان‌دی۹ استودیوز                             | [ ۴۸ ] |
| ژوئن  | ۳    | پریتویراج                              | چاندراپراکاش دویودی | آکشی کومار سانجی دات سنو سود مانوشی چیلار                                                                  | یاش راج فیلمز                                                                                        | [ ۴۹ ] |
| ژوئن  | ۳    | سرگرد                                  | ساشی کیران تیکا     | آدیوی سش سوبهیتا دولیپال سایی منجرکار پراکاش راج رواتهی                                                    | سونی پیکچرز ایندیا، جی. ماهش بابو انترتینمنت، ای‌پلاس‌اس موویز                                         | [ ۵۰ ] |
| ژوئن  | ۱۰   | در جهت منافع عمومی (Janhit Mein Jaari) | جی باسانتو سینگ     | نصرت باروچا                                                                                                | بانوشالی استودیوز، ثینک اینک پیکچرز، شری راگاو انترتینمنت، تیک ۹ انترتینمنت                          | [ ۵۱ ] |
| ژوئن  | ۱۰   | نیم (Ardh)                             | پالاش موچال         | راجپال یاداو روبینا دیلایک                                                                                 | پال موزیک & فیلمز، زی‌۵                                                                               | [ ۵۲ ] |
| ژوئن  | ۱۷   | بی‌مصرف                                 | صبیر خان            | آبیمانیو داسانی شرلی ستیا شیلپا شتی                                                                        | سونی پیکچرز ایندیا، صبیر خان فیلمز                                                                   | [ ۵۳ ] |
| ژوئن  | ۲۴   | شردیل                                  | سریجیت موکرجی       | پانکاج تریپاتی نیراج کابی سایانی گوپتا                                                                     | تی-سریز فیلمز، ریلاینس انترتینمنت                                                                    | [ ۵۴ ] |
| ژوئن  | ۲۴   | شاد زندگی کن                           | راج مهتا            | آنیل کاپور نیتو کاپور وارون دهاوان کیارا ادوانی پراژکتا کولی مانیش پال                                     | وایاکام۱۸ استودیوز، دارما پروداکشنز                                                                  | [ ۵۵ ] |
| ژوئن  | ۲۴   | پزشکی قانونی                           | ویشال فوریا         | ویکرانت مسی رادیکا آپته پراچی دسای روهیت روی                                                               | سوهام راک‌استار انترتینمنت، مینی فیلمز، زی‌۵                                                           | [ ۵۶ ] |

## ژوئیه-سپتامبر
| شروع    | شروع | نام فیلم                           | کارگردان          | بازیگران                                                                    | استودیو (شرکت فیلم‌سازی)                                                                                   | مرجع.         |
| ------- | ---- | ---------------------------------- | ----------------- | --------------------------------------------------------------------------- | --- | ------------- |
| ژوئیه   | ۱    | سپر ملی                            | کاپیل ورما        | آدیتیا روی کاپور سانجانا سنگهی                                              | زی استودیوز، پیپر دال انترتینمنت                                                                          | [ ۵۷ ]        |
| ژوئیه   | ۱    | موشک سازی: اثر نامبی               | رانگاناتان مدهوان | رانگاناتان مدهوان سیمران                                                    | تری‌کالر فیلمز، ورگسه مولانز پیکچرز (Varghese Moolans Pictures) , بیست و هفتم انترتینمنت، ویجی مولان تاکیس | [ ۵۸ ]        |
| ژوئیه   | ۸    | خداحافظ: قسمت ۲ – محاکمه بااتش     | فاروق خان         | ویدیوت جاموال شیوالیکا اوبروی                                               | زی استودیوز، پانوراما استودیوز، اکشن هیرو فیلمز، سینرژی (Cinergy)                                         | [ ۵۹ ]        |
| ژوئیه   | ۱۵   | واحد رسیدگی به قتل: اولین پرونده   | شایلش کولانو      | راجکومار رائو سانیا مالهوترا                                                | تی-سریز فیلمز، دیل راجو پروداکشن                                                                          | [ ۶۰ ]        |
| ژوئیه   | ۱۵   | لادکی: دختر اژدها                  | رام گوپال وارما   | پوجا بالکار(Pooja Bhalekar) آبهیمانیو سینگ                                  | آرتسی میدیا پروداکشن                                                                                      | [ ۶۱ ] [ ۶۲ ] |
| ژوئیه   | ۱۵   | جادوگر                             | سمیر ساکسنا       | جیتندرا کومار جاوید جعفری آروشی شارما                                       | پوشام پی‌ای پیکچرز، چاک‌برد انترتینمنت، نتفلیکس                                                             | [ ۶۳ ]        |
| ژوئیه   | ۱۵   | حتی بعد از جدایی                   | ویکرام بات        | آکشی اوبروی آیندریتا ری مهرزان مزدا (Meherzan Mazda)                        | استودیو ورچوئل وردز (Studio Virtual Worlds), کی سرا سرا باکس آفیس، لونرنجر پروداکشنز، هاوس‌فول موشن پیکچرز | [ ۶۴ ]        |
| ژوئیه   | ۱۵   | شباش میتو                          | سریجیت موکرجی     | تاپسی پانو                                                                  | وایاکام۱۸ استودیوز، (Colosceum Media) کولوسئوم میدیا                                                      | [ ۶۵ ]        |
| ژوئیه   | ۲۲   | آرکی/آرکی                          | راجات کاپور       | راجات کاپور مالیکا شراوات کبری سایت رانویر شوری مانو ریشی                   | ان‌فلیکس، میتیا تاکیس، پریانشی فیلمز                                                                       | [ ۶۶ ]        |
| ژوئیه   | ۲۲   | شمشیرا                             | کاران مالهوترا    | رانبیر کاپور سانجی دات وانی کاپور                                           | یاش راج فیلمز                                                                                             | [ ۶۷ ]        |
| ژوئیه   | ۲۹   | بازگشت یک شرور                     | موهیت سوری        | جان آبراهام آرجون کاپور دیشا پاتانی تارا سوتاریا                            | تی-سریز فیلمز، بالاجی موشن پیکچرز                                                                         | [ ۶۸ ]        |
| ژوئیه   | ۲۹   | موفق باشی جری                      | سیدارت سنگوپتا    | جانوی کاپور جاسوانت سینگ دلال سمتا سودیکشا میتا واشیشت دیپاک دوبریال        | لایکا پروداکشنز، مهاویر جین فیلمز، کالر یلو پروداکشنز، دیزنی پلاس هات‌استار                                | [ ۶۹ ]        |
| اوت     | ۲    | زوج عجیب                           | پراشانت جوهری     | دیویندو سوچیترا کریشنامورتی ویجای راز پراناتی رای پراکاش                    | نیپرام کریشنز, آمازون پرایم ویدئو                                                                         | [ ۷۰ ]        |
| اوت     | ۵    | عزیزان                             | جاسمیت کی رین     | آلیا بات شفالی شاه ویجی وارما                                               | رد چیلیز انترتینمنت، اترنال سان‌شاین پروداکشنز، نتفلیکس                                                    | [ ۷۱ ]        |
| اوت     | ۱۱   | لال سینگ چادا                      | ادوایت چاندان     | عامر خان کارینا کاپور نگا چایتانیا مونا سینگ                                | وایاکام۱۸ استودیوز، پارامونت پیکچرز، عامر خان پروداکشنز                                                   | [ ۷۲ ]        |
| اوت     | ۱۱   | رکشابندان                          | آناند ال. رای     | آکشی کومار بومی پدنکار                                                      | زی استودیوز، کالر یلو پروداکشنز، کیپ آو گود فیلمز                                                         | [ ۷۳ ]        |
| اوت     | ۱۹   | دوباره                             | آنورانگ کاشیاپ    | تاپسی پانو پاوایل گولاتی                                                    | بالاجی موشن پیکچرز, کالت موویز, آتنا یی‌ان‌ام, ورمیلیون ورلد پروداکشنز                                      | [ ۷۴ ]        |
| اوت     | ۲۵   | لایگر                              | پوری جاگاناد      | ویجی دوراکوندا آنانیا پاندی رونیت روی رامیا کریشنان مایک تایسون             | دارما پروداکشنز، پوری کانکتس                                                                              | [ ۷۵ ]        |
| اوت     | ۲۶   | گاو مقدس                           | سایی کبیر         | سانجی میشرا تیگمانشو دولیا نوازالدین صدیقی سادی‌یا سیدیکوی (Sadiya Siddiqui) | کی سرا سرا باکس آفیس، ایگرگ‌اس انترتینمنت، سوک ساگا فیلمز، رلتیک پیکچرز                                    | [ ۷۶ ]        |
| سپتامبر | ۲    | عروسک خیمه‌شب‌بازی                   | رانجیت ام تیواری  | آکشی کومار راکول پریت سینگ چاندراچور سینگ سارگون محتا                       | پوجا انترتینمنت، دیزنی پلاس هات‌استار                                                                      | [ ۷۷ ]        |
| سپتامبر | ۹    | برهماسترا: قسمت اول – شیوا         | آیان موکرجی       | رانبیر کاپور آمیتاب باچان آلیا بات مونی روی آکینی ناگرجونا                  | استار استودیوز، دارما پروداکشنز، پرایم فوکوس، آستراورس موویز، استار لایت پیکچرز                           | [ ۷۸ ]        |
| سپتامبر | ۱۶   | جهان چار یار (Jahaan Chaar Yaar)   | کمال پاندی        | سوارا باسکار مهر ویج پوجا چوپرا شیخا تالسانیا                               | پن مارودار، سوندریا پروداکشنز                                                                             | [ ۷۹ ]        |
| سپتامبر | ۱۶   | جوگی                               | علی عباس ظفر      | دیلجیت دوسانجه کمد میشرا Mishra محمد زیشان ایوب هیتن تجوانی آمیرا دستور     | ای‌ای‌زد فیلمز, نتفلیکس                                                                                     | [ ۸۰ ]        |
| سپتامبر | ۱۶   | دوچرخه ماتو                        | ام. گانی          | پراکاش جها                                                                  | پراکاش جها پروداکشنز، شیودوا فیلمز                                                                        | [ ۸۱ ]        |
| سپتامبر | ۱۶   | عشق طبقه متوسط (Middle Class Love) | رنتنا سینها       | پریت کامانی کاویا تاپار ایشا سینگ مانوج پاهوا                               | زی استودیوز، بنارس میدیا ورکس                                                                             | [ ۸۲ ]        |
| سپتامبر | ۱۶   | ماجرای ساروج                       | آبیشک ساکسنا      | ثنا کاپور (Sanah Kapur) [کمد میشرا گاراو پاندی راندیپ رای                   | کاپور فیلمز، آئنا پروداکشنز، امبی آبی پروداکشنز، گارگ فیلمز                                               | [ ۸۳ ]        |
| سپتامبر | ۱۶   | سی‌یا                               | مانیش موندرا      | وینیت کومار سینگ پوجا پاندی راشمی سوموانشی                                  | دریشیام فیلمز، پانوراما استودیوز                                                                          | [ ۸۴ ]        |
| سپتامبر | ۲۳   | این مهمان یک روح است               | هاردیک گاجار      | جکی شروف پراتیک گاندی شرمین سگال                                            | پن ایندیا لیمیتد، زی‌۵                                                                                     | [ ۸۵ ]        |
| سپتامبر | ۲۳   | بابلی بانسر                        | مادور باندارکار   | تمنا باتیا                                                                  | استار استودیوز، جُنگلی پیکچرز، دیزنی پلاس هات‌استار                                                         | [ ۸۶ ]        |
| سپتامبر | ۲۳   | خفه‌شو                              | آر. بالکی         | سانی دئول دولکوئر سلمان پوجا بات شریا دانوانتری                             | پن ایندیا لیمیتد، هوپ پرداکشنز                                                                            | [ ۸۷ ]        |
| سپتامبر | ۲۳   | خطر در کمین                        | کوکی گولاتی       | رانگاناتان مدهوان آپارشاکتی کورانا دارشان کومار خوشالی کومار                | تی-سریز فیلمز                                                                                             | [ ۸۸ ]        |
| سپتامبر | ۲۳   | عشق پشمینه                         | آرویند پاندی      | بهاوین بانوشالی (Bhavin Bhanushali) مالتی چهار زارینا وهاب                  | کریشنا شانتی پروداکشن، پانوراما استودیوز                                                                  | [ ۸۹ ]        |
| سپتامبر | ۳۰   | پلن ای پلن بی                      | شاشانکا گوش       | ریتیش دشموک تمنا باتیا پونام دیلون کوشا کاپیلا                              | ایندیا استوریز میدیا & انترتینمنت، فانک یور بلوز انترتینمنت (Funk Your Blues Entertainment), نتفلیکس      | [ ۹۰ ]        |
| سپتامبر | ۳۰   | ویکرام ودها                        | پوشکار–گایاتری    | سیف علی خان ریتیک روشن رادیکا آپته                                          | تی-سریز فیلمز، ریلاینس انترتینمنت، ایگرگ‌ان‌اُتی استودیوز، فرایدی فیلم‌ورکس, جیو استودیوز                     | [ ۹۱ ]        |

## اکتبر-دسامبر
| شروع   | شروع | نام فیلم                                  | کارگردان                  | بازیگران                                                                          | استودیو (شرکت فیلم‌سازی) | مرجع.   |
| ------ | ---- | ----------------------------------------- | ------------------------- | --------------------------------------------------------------------------------- | --- | ------- |
| اکتبر  | ۶    | ماجا ما (Maja Ma)                         | آناند تیواری              | مادهوری دیکشیت گاجراج رائو ریتویک بومیک برخا سینگ                                 | لئو مدیا کلکتیو، آمازون پرایم ویدئو | [ ۹۲ ]  |
| اکتبر  | ۷    | خداحافظ                                   | ویکاس باهل                | آمیتاب باچان نینا گوپتا راشمیکا ماندانا                                           | بالاجی موشن پیکچرز، گود کو. , ساراسواتی انترتینمنت                                                                                                | [ ۹۳ ]  |
| اکتبر  | ۷    | نظر انداز                                 | ویکرانت دیشموک            | کُمُد میشرا دیویا دوتا آبیشک بانرجی                                                 | تی-سریز فیلمز، کاتپوتلی کریشنز | [ ۹۴ ]  |
| اکتبر  | ۱۴   | دکتر جی                                   | آنوبهاتی کاشیاپ           | آیوشمان کورانا راکول پریت سینگ شفالی شاه                                          | جُنگلی پیکچرز | [ ۹۵ ]  |
| اکتبر  | ۱۴   | اسم رمز: تیرانگا                          | ریبهو داسگوپتا            | پرینیتی چوپرا هاردی سندهو شاراد کلکار                                             | تی-سریز فیلمز، ریلاینس انترتینمنت، (Film Hangar)هنگر فیلم                                                                                         | [ ۹۶ ]  |
| اکتبر  | ۲۵   | رام سیتو                                  | آبیشک شارما               | آکشی کومار ژاکلین فرناندز نصرت باروچا ساتیا دو                                    | آمازون پرایم ویدئو، کیپ آو گود فیلمز، لایکا پروداکشنز، ابوندانتیا انترتینمنت                                                                      | [ ۹۷ ]  |
| اکتبر  | ۲۵   | خدا را شکر                                | ایندرا کومار              | اجی دیوگن سیدارت مالهوترا راکول پریت سینگ                                         | تی-سریز فیلمز، ماروتی اینترنشنال، سوهام راک‌استار انترتینمنت، آناند پاندیت موشن پیکچرز، سری آدیکاری برادرز                                         | [ ۹۸ ]  |
| اکتبر  | ۲۸   | تارا علیه بلال                            | سمر اقبال                 | هارشواردان رانه سونیا راتی                                                        | تی-سریز فیلمز، جی‌ای انترتینمنت | [ ۹۹ ]  |
| نوامبر | ۴    | روح تلفنی                                 | گومیت سینگ                | کاترینا کایف ایشان خاطر سیددانت چاتورودی                                          | اکسل انترتینمنت | [ ۱۰۰ ] |
| نوامبر | ۴    | دو ایکس‌لارج                               | ساترام رامانی             | سوناکشی سینها هما قریشی ظهیر اقبال ماهات راگاوندرا                                | تی-سریز فیلمز، واکائو فیلمز، المن۳ انترتینمنت، (Reclining Seats Cinema) ریکلینیگ سیتس سینما                                                       | [ ۱۰۱ ] |
| نوامبر | ۴    | میلی                                      | متوکوتی خاویر             | جانوی کاپور مانوج پاهوا سانی کاشال                                                | زی استودیوز، بای‌ویو پروجکتز | [ ۱۰۲ ] |
| نوامبر | ۴    | تادکا (Tadka)                             | پراکاش راج                | نانا پاتیکار شریا سارن علی فضل تاپسی پانو                                         | پراکاش راج پروداکشنز، مووی میکرز اینک، زی۵ | [ ۱۰۳ ] |
| نوامبر | ۱۱   | باند موشک (Rocket Gang)                   | بوسکو-سزار                | آدیتیا سیال نیکیتا دوتا                                                           | زی استودیوز | [ ۱۰۴ ] |
| نوامبر | ۱۱   | ارتفاع                                    | سورج بارجاتیا             | آمیتاب باچان انوپم کهیر بومان ایرانی دنی دنزونگپا پرینیتی چوپرا نینا گوپتا ساریکا | راجشری پروداکشنز, مهاویر جین فیلمز، بوندلس میدیا                                                                                                  | [ ۱۰۵ ] |
| نوامبر | ۱۱   | مونیکا ای عزیزم                           | واسان بالا                | راجکومار رائو هما قریشی رادیکا آپته (Sikandar Kher) سکندر کهیر                    | مچباکس شاتس، نتفلیکس | [ ۱۰۶ ] |
| نوامبر | ۱۱   | ماساژ تایلندی                             | مانگش هاداواله            | گاجراج رائو دیویندو سانی هندوجا راجپال یاداو ویبا چیبر                            | تی-سریز فیلمز، ریلاینس انترتینمنت، ویندو سیت فیلمز                                                                                                | [ ۱۰۷ ] |
| نوامبر | ۱۸   | ظاهر فریبنده ۲                            | آبیشک پاتاک               | اجی دیوگن آکشای کانا تابو شریا سارن                                               | تی-سریز فیلمز، وایاکام۱۸ استودیوز، پانوراما استودیوز                                                                                              | [ ۱۰۸ ] |
| نوامبر | ۱۸   | آقای خانه‌دار                              | شاد علی                   | ریتیش دشموک جنلیا دشموک ماهش مانجرکار                                             | تی-سریز فیلمز، هکتیک سینما | [ ۱۰۹ ] |
| نوامبر | ۲۵   | گرگینه                                    | (Amar Kaushik) امار کاشیک | وارون دهاوان کریتی سانون                                                          | مدوک فیلمز، جیو استودیوز | [ ۱۱۰ ] |
| دسامبر | ۱    | کلا (Qala)                                | آنویتا دات                | تریپتی دیمری سواستیکا موکرجی بابیل خان                                            | کلین اسلیت فیلمز، نتفلیکس | [ ۱۱۱ ] |
| دسامبر | ۲    | قهرمان اکشن                               | آنیرود آیر                | آیوشمان کورانا جایدیپ اهلاوات                                                     | تی-سریز فیلمز، کالر یلو پروداکشنز | [ ۱۱۲ ] |
| دسامبر | ۲    | فردی                                      | شاشانکا گوش               | کارتیک آریان آلایا فورینتورووالا                                                  | بالاجی موشن پیکچرز، ان‌اچ استودیوز، نورترن لایت فیلمز، دیزنی پلاس هات‌استار                                                                         | [ ۱۱۳ ] |
| دسامبر | ۲    | هند در قرنطینه                            | مادور باندارکار           | شویتا باسو پراساد آهانا کومرا پراتیک بابار سای تامانکار پراکاش بلاوادی            | پن ایندیا لیمیتد، بندرکار انترتتینمنت، پی‌جی موشن پیکچرز، زی‌۵                                                                                      | [ ۱۱۴ ] |
| دسامبر | ۹    | سلام ونکی                                 | رواتهی                    | کاجول ویشال جتوا                                                                  | سونی پیکچرز نت‌ورکس، زی استودیوز، Connekkt Media کانکت میدیا (Connekkt Media), بیلیو پروداکشنز (Blive Productions), آرتیک استودیوز (RTake Studios) | [ ۱۱۵ ] |
| دسامبر | ۹    | اعدام                                     | جاسپال سینگ ساندو         | سانجی میشرا نینا گوپتا                                                            | لاو فیلمز، جی استودیو فیلمز، نکست لول پروداکشن | [ ۱۱۶ ] |
| دسامبر | ۹    | ازدواج (Maarrich)                         | (Dhruv Lather) درُو لادر   | توشار کاپور نصیرالدین شاه راهول دو سیرات کاپور آنیتا حسناندانی ریدی               | توشار انترتینمنت هاوس، ان‌اچ استودیوز | [ ۱۱۷ ] |
| دسامبر | ۹    | جوزف - متولد رحمت (Josef – Born in Grace) | سوسانت میشرا              | ویکتور بنرجی سوبرات دوتا                                                          | یوای کاتاچیترا | [ ۱۱۸ ] |
| دسامبر | ۹    | بلور                                      | اجی بال                   | تاپسی پانو گلشن دوایا                                                             | زی استودیوز، اوت‌سایدرز فیلمز، اشلون پروداکشنز، زی‌۵                                                                                                | [ ۱۱۹ ] |
| دسامبر | ۱۶   | اسم من گویندا است                         | ششانک کیتان               | ویکی کائوشال کیارا ادوانی بومی پدنکار                                             | وایاکام۱۸ استودیوز، دارما پروداکشنز، منتور دیسایپل فیلمز، دیزنی پلاس هات‌استار                                                                     | [ ۱۲۰ ] |
| دسامبر | ۱۶   | اجی واردان                                | پراگاتی آگاروال           | روسلان ممتاز (Arjumman Mughal) ارجومان موغال                                      | دوشیانت کورپوریشن, پراسید اکلاوایا انترتینمنت | [ ۱۲۱ ] |
| دسامبر | ۱۶   | تراژدی (Trahimam)                         | دوشیانت پراتاپ سینگ       | آرشی خان پانکاج بری                                                               | دوشیانت کورپوریشن | [ ۱۲۲ ] |
| دسامبر | ۲۳   | سیرک                                      | روهیت شتی                 | رانویر سینگ پوجا هگده ژاکلین فرناندز وارون شارما                                  | تی-سریز فیلمز، روهیت شتی پروداکشنز | [ ۱۲۳ ] |
| دسامبر | ۳۰   | داماد یک و نیم لک (Dedh Lakh Ka Dulha)    | آبای پراتاپ سینگ          | آکیلندرا میشرا اشتیاق خان هارشیتا پنوار                                           | کی‌کی فیلمز کریشنز | [ ۱۲۴ ] |